# Bogomilovo, Stara Zagora
Bogomilovo (în bulgară Богомилово) este un sat în comuna Stara Zagora, regiunea Stara Zagora,  Bulgaria. 

## Demografie
Componența etnică a satului Bogomilovo
     Bulgari (83,5%)
     Turci (6,82%)
     Nicio identificare (9,66%)
     Altele (0%)
La recensământul din 2011, populația satului Bogomilovo era de 1.552 locuitori. Din punct de vedere etnic, majoritatea locuitorilor (83,5%) erau bulgari, cu o minoritate de turci (6,82%). Pentru 9,66% din locuitori nu este cunoscută apartenența etnică.